# 李元昊
李 元昊（り げんこう）は、西夏の初代皇帝。廟号は景宗、諡号は武烈皇帝。西平王李徳明の長男。内政・外征共に大きな成功を収め、西夏の創始者にして同王朝随一の名君である。

## 生涯
タングートの族長の家系の出身。若い頃から智勇に優れ、教養も豊かな人物であった。顕道元年（1032年）、父の死により西平王の地位を継ぎ、大慶3年（1038年）までにタングートの諸部族を武力によって併合したことを背景に皇帝に即位し、国号を大夏とした。宋からは西夏と呼ばれる。
景宗は興慶府（現在の寧夏回族自治区銀川市）を首都と定め、宋に倣った官位制度の整備・学校の創設による教育の普及・軍備増強など、国家の基盤固めに尽力した。
宋との戦いには何度となく大勝するが、同時に宋との交易を断たれたことで経済的に困窮し、最終的に天授礼法延祚7年（1044年）に「夏は宋に臣従する」「宋から夏に対して絹13万・銀5万・茶2万を歳賜として送る」などの条件で和議を結んだ。しかし、同年に西夏と遼の間で武力衝突が発生すると、西夏は宋・遼と対等な地位を獲得するに至った。
さらに野利仁栄を活用し西夏文字の形成にも尽力して西夏の文化向上にも努めた。
しかし晩年は酒に溺れ、西夏を乱れさせてしまった。皇后の野利氏・太子の李寧令哥を廃したことで、天授礼法延祚11年（1048年）に李寧令哥によって殺害された。享年46。

## 宗室

### 父
- 李徳明

### 母
- 衛慕氏

### 弟
- 李成遇
- 李成嵬

### 后妃
- 衛慕氏 - 母の兄弟の娘
- 索氏
- 都羅氏
- 咩迷氏
- 野利皇后 - 野利遇乞の従娘
- 耶律氏 - 遼の興平公主
- 没移皇后 - 没移皆山の娘で、李寧令哥の元妻
- 没蔵皇后 - 没蔵訛龐の妹

### 子
- 名は不明 - 母は衛慕氏
- 李阿理 - 母は咩迷氏
- 李寧明 - 母は野利皇后
- 李寧令哥 - 母は野利皇后
- 李錫狸（早世） - 母は野利皇后
- 毅宗 李諒祚（李寧令両岔） - 母は没蔵皇后

## 登場作品
- 敦煌 (小説)（井上靖）
- 敦煌 (映画)（東宝、1988年）演：渡瀬恒彦